# Liste d'acquisitions de Meta
 (avril 2014).
Si vous disposez d'ouvrages ou d'articles de référence ou si vous connaissez des sites web de qualité traitant du thème abordé ici, merci de compléter l'article en donnant les références utiles à sa vérifiabilité et en les liant à la section « Notes et références ».

Le logo de Meta

Meta a racheté des sociétés qui lui ont permis de consolider sa position d'acteur majeur des réseaux sociaux sur internet et de conserver son avance technique et marketing. Chaque acquisition concerne la société dans son ensemble (si ce n'est pas le cas, cela est spécifié). Les dates listées sont les dates de l'accord entre Meta et les sociétés qui ont fait l'objet de l'acquisition. La valeur de chaque acquisition est listée en dollar américain car le siège de Meta est aux États-Unis. Si la valeur n'est pas mentionnée, c'est qu'elle est restée confidentielle. Lorsqu'un service Facebook résulte de cette acquisition, cela est spécifié. 
En 14 janvier 2014, Facebook comptait 1,23 milliard d'utilisateurs, et sa capitalisation boursière était de 177,78 milliards de dollars. 

## Acquisitions
| #  | Date d'acquisition | Société / produit     | Activité                                             | Ville / Pays                            | Valeur (USD)                      | Utilisé comme / Intégré à                  | Recrutements                                                                 | Références |
| -- | ------------------ | --------------------- | ---------------------------------------------------- | --------------------------------------- | --------------------------------- | ------------------------------------------ | ---------------------------------------------------------------------------- | ---------- |
| 1  | 23 août 2005       | facebook.com          | AboutFace                                            | Boston USA                              | 200 000                           | Utilisation du nom de domaine              |                                                                              |            |
| 2  | 19 juillet 2007    | Parakey               | Système d'exploitation en ligne                      | Moutain View USA                        | Inconnu                           | Facebook Mobile                            | Blake Ross, Joe Hewitt (anciens de Firefox)                                  | [ 2 ]      |
| 3  | 23 juin 2008       | ConnectU              | Réseautage social                                    | Cambridge USA                           | 31 millions                       |                                            |                                                                              |            |
| 4  | 10 septembre 2009  | FriendFeed            | Agrégateur de réseaux sociaux                        | Mountain View USA                       | 47,5 millions                     | Facebook                                   | Paul Buchheit, Bret Taylor, Jim Norris, Sanjeev Singh, et 8 autres personnes | [ 3 ]      |
| 5  | 19 février 2010    | Octazen               | Importation de contacts                              | Kuala Lumpur (Taman Melawati), Malaisie | Inconnu                           | Import de contacts issus d'autres services | Les deux employés d'Octazen                                                  | [ 4 ]      |
| 6  | 2 mars 2010        | Divvyshot             | Gestion de photos                                    | San Francisco USA                       |                                   |                                            |                                                                              |            |
| 7  | 13 mai 2010        | Friendster patents    | Propriété intellectuelle                             | Moutain View USA Kuala Lumpur, Malaisie |                                   |                                            |                                                                              |            |
| 8  | 26 mai 2010        | ShareGrove            | Conversation privées et forums                       | San Mateo USA                           |                                   |                                            |                                                                              |            |
| 9  | 8 juillet 2010     | Nextstop              | Recommandation de voyages                            |                                         |                                   |                                            |                                                                              |            |
| 10 | 15 août 2010       | Chai Labs             | Applications en lignes                               |                                         |                                   |                                            |                                                                              |            |
| 11 | 20 août 2010       | Hot Potato            | Check-in et statuts                                  |                                         |                                   |                                            |                                                                              |            |
| 12 | 29 octobre 2010    | Drop.io               | Hébergement et partage de fichiers                   |                                         |                                   |                                            |                                                                              |            |
| 13 | 15 novembre 2010   | Nom de domaine fb.com | Racheté auprès de l'American Farm Bureau Federation  |                                         | 8,5 millions                      |                                            |                                                                              |            |
| 14 | 25 janvier 2011    | Rel8tion              | Publicité en ligne                                   |                                         |                                   |                                            |                                                                              |            |
| 15 | 2 mars 2011        | Beluga                | Messagerie de groupe                                 |                                         |                                   |                                            |                                                                              |            |
| 16 | 20 mars 2011       | Snaptu                | Développement d'applications mobiles                 |                                         |                                   |                                            |                                                                              |            |
| 17 | 24 mars 2011       | RecRec                |                                                      |                                         |                                   |                                            |                                                                              |            |
| 18 | 27 avril 2011      | DayTum                |                                                      |                                         |                                   |                                            |                                                                              |            |
| 19 | 9 juin 2011        | Sofa                  | Design logiciel                                      |                                         |                                   |                                            |                                                                              |            |
| 20 | 9 juin 2011        | MailRank              | Gestion d'email                                      |                                         |                                   |                                            |                                                                              |            |
| 21 | 2 août 2011        | Push Pop Press        | Publication en ligne                                 |                                         |                                   |                                            |                                                                              |            |
| 22 | 10 octobre 2011    | Friend.ly             | Service de questions-réponses                        |                                         |                                   |                                            |                                                                              |            |
| 23 | 8 novembre 2011    | Strobe                | Applications mobiles en html5                        |                                         |                                   |                                            |                                                                              |            |
| 24 | 2 décembre 2011    | Gowalla               |                                                      |                                         |                                   |                                            |                                                                              |            |
| 25 | 9 avril 2012       | Instagram             | Partage de photos et vidéos                          | USA                                     | 1 milliard                        | Facebook                                   |                                                                              | [ 5 ]      |
| 27 | 13 avril 2012      | Tagtile               |                                                      |                                         |                                   |                                            |                                                                              |            |
| 28 | 15 mai 2012        | Lightbox.com          |                                                      |                                         |                                   |                                            |                                                                              |            |
| 29 | 21 mai 2012        | Karma                 |                                                      |                                         |                                   |                                            |                                                                              |            |
| 30 | 18 juin 2012       | Face.com              |                                                      |                                         |                                   |                                            |                                                                              |            |
| 31 | 14 juillet 2012    | Spool                 |                                                      |                                         |                                   |                                            |                                                                              |            |
| 32 | 20 juillet 2012    | Acrylic Software      |                                                      |                                         |                                   |                                            |                                                                              |            |
| 33 | 24 août 2012       | Threadsy              |                                                      |                                         |                                   |                                            |                                                                              |            |
| 34 | 28 février 2013    | Atlas                 |                                                      |                                         |                                   |                                            |                                                                              |            |
| 35 | mars 2013          | Osmeta                |                                                      |                                         |                                   |                                            |                                                                              |            |
| 36 | 14 mars 2013       | Hot Studio            |                                                      |                                         |                                   |                                            |                                                                              |            |
| 37 | 23 avril 2013      | Spaceport             |                                                      |                                         |                                   |                                            |                                                                              |            |
| 38 | 25 avril 2013      | Parse                 |                                                      |                                         |                                   |                                            |                                                                              |            |
| 39 | 18 juillet 2013    | Monoidics             |                                                      |                                         |                                   |                                            |                                                                              |            |
| 40 | 12 août 2013       | Jibbigo               |                                                      |                                         |                                   |                                            |                                                                              |            |
| 41 | 13 octobre 2013    | Onavo                 | VPN                                                  | Israël                                  | Estimée entre 150 et 200 millions | Onavo Protect                              |                                                                              | [ 6 ]      |
| 42 | 17 décembre 2013   | SportStream           |                                                      |                                         |                                   |                                            |                                                                              |            |
| 43 | 8 janvier 2014     | Little Eye Labs       |                                                      |                                         |                                   |                                            |                                                                              |            |
| 44 | 13 janvier 2014    | Branch                | Plateforme de commentaires et discussions            | New York, USA                           | 15 millions                       | Facebook                                   |                                                                              | [ 7 ]      |
| 45 | 19 février 2014    | WhatsApp              | Messagerie instantanée                               | USA                                     | 19 milliards                      | Facebook                                   | Jan Koum (fondateur et CEO)                                                  | [ 8 ]      |
| 46 | 26 février 2014    | Oculus VR             | Réalité virtuelle                                    | USA                                     | 2 milliards                       | Facebook                                   | Palmer Luckey (fondateur)                                                    | [ 9 ]      |
| 47 | 24 avril 2014      | Moves                 | Application de fitness et de tracking d'activité     | Finlande                                |                                   | Facebook                                   |                                                                              | ,          |
| 48 | 3 juin 2014        | Pryte                 | Connexion à la demande                               | Finlande                                |                                   |                                            |                                                                              | [ 12 ]     |
| 49 | 2 juillet 2014     | LiveRail              | Start-up de pubs vidéos                              | USA                                     |                                   |                                            |                                                                              | [ 13 ]     |
| 50 | 5 janvier 2015     | Wit.ai                | Applications de reconnaissance vocale                | USA                                     |                                   |                                            |                                                                              | [ 14 ]     |
| 51 | 8 janvier 2015     | Quickfire Networks    | Video Compression                                    | USA                                     | Inconnu                           |                                            |                                                                              | [ 15 ]     |
| 52 | 14 mars 2015       | TheFind, Inc.         | Ecommerce                                            | USA                                     | Inconnu                           |                                            |                                                                              | [ 16 ]     |
| 53 | 26 mai 2015        | Surreal Vision        | Réalité augmentée                                    | Royaume-Uni                             | Inconnu                           |                                            |                                                                              | [ 17 ]     |
| 54 | 18 mai 2020        | Giphy                 | Librairie de Gifs                                    | USA                                     | 400 millions                      |                                            |                                                                              | [ 5 ]      |
| 55 | 18 juin 2020       | Mapillary             | Logiciel en ligne de partage de photos géolocalisées | Suède                                   | Inconnu                           |                                            |                                                                              |            |
| 57 | 22 juin 2020       | Ready at Dawn         | studio américain de développement de jeux vidéo      | USA                                     | Inconnu                           | Oculus Studio                              |                                                                              |            |
| 58 | 18 septembre 2020  | Lemnis Technologies   | technologie compagnie                                | Singapore                               | inconnu                           | Reality Labs                               | Pierre-Yves Laffont                                                          |            |
| 59 | 30 novembre 2020   | kustomer              | platforme CRM                                        | USA                                     | 1000,000,000                      |                                            |                                                                              |            |
| 60 | 30 avril 2021      | Downpour Interactive  | Développeur de jeux vidéo                            | USA                                     | Inconnu                           | Oculus Studio                              |                                                                              |            |
| 61 | 4 juin 2021        | Unit 2 Games          | Développeur de logiciels                             | Royaume-Uni                             | Inconnu                           | Facebook Gaming                            |                                                                              |            |
| 62 | 11 octobre 2021    | BigBox VR             | Studio de développement de jeu vidéo                 | USA                                     | Inconnu                           | Oculus Studio                              |                                                                              |            |
| 63 | 29 octobre 2021    | AI.Reverie            | I.A developement                                     | USA                                     | Inconnu                           |                                            |                                                                              |            |
| 64 | 1 novembre 2021    | Within                | développeur de l'application de fitness              | USA                                     | Inconnu                           | Oculus Studio                              |                                                                              |            |
| 65 | 8 avril 2022       | Presize               | production et l'ingénierie de composants mécaniques  | Allemagne                               | 100,000,000                       | Facebook Shops, Instagram Shopping         | Leon Szeli, Tomislav Tomov                                                   |            |
| 66 | septembre 2022     | Lofelt                | Développeur de logiciels                             | Allemagne                               | Inconnu                           |                                            |                                                                              |            |
| 67 | 11 octobre 2022    | Armature Studio       | studio de développement de jeux vidéo                | USA                                     | Inconnu                           | Oculus Studio                              |                                                                              |            |
| 68 | 11 octobre 2022    | Camouflaj             | Développeur de jeux vidéo                            | USA                                     | Inconnu                           | Oculus Studio                              |                                                                              |            |